# Oppo A54
Oppo A54 — смартфон, розроблений компанією OPPO, що входять у серію «А». Був представлений 26 березня 2021 року.
В Україні смартфон надійшов у продаж 30 квітня 2021 року.

## Дизайн
Екран виконаний зі скла. Корпус виконаний з глянцевого пластику.
Знизу знаходяться роз'єм USB-C, динамік, мікрофон та 3.5 мм аудіороз'єм. З лівого боку розміщені кнопки регулювання гучності та слот під 2 SIM-картки і карту пам'яті формату microSD до 256 ГБ. З правого боку розміщена кнопка блокування смартфону, в яку вбудовний сканер відбитків пальців.
Oppo A54 продавався в чорному (Crystal Black) та синьому (Starry Blue) кольорах.

## Технічні характеристики

### Платформа
Смартфон отримав процесор MediaTek Helio P35 та графічний процесор PowerVR GE8320.

### Батарея
Батарея отримала об'єм 5000 мА·год та підтримку швидкої зарядк на 18 Вт.

### Камери
Смартфон отримав основну потрійну камеру 16 Мп, f/2.2 (ширококутний) з фазовим автофокусом + 2 Мп, f/2.4 (макро) + 2 Мп, f/2.4 (сенсор глибини) та фронтальну камеру 16 Мп,f/2.0 (ширококутний). Основна та фронтальна камери вміють записувати відео в роздільній здатності 1080p@30fps.

### Екран
Екран IPS LCD, 6.51", HD+ (1600 × 720) зі щільністю пікселів 270 ppi, співвідношенням сторін 20:9 та круглим вирізом під фронтальну камеру, що знаходиться зверху в лівому кутку.

### Пам'ять
Смартфон продавався в комплектаціях 4/64, 4/128 та 6/128 ГБ. В Україні смартфон продається у комплектаціях 4/64 та 4/128 ГБ.

### Програмне забезпечення
Смартфон був випущений на ColorOS 7.2 на базі Android 10. Був оновлений до ColorOS 11.1 на базі Android 11.